# Okręgowa Delegatura Rządu Wołyń
Okręgowa Delegatura Rządu Wołyń (krypt. „Drzewo”, „Ikwe”, „Sarny”) – okręgowe (wojewódzkie) przedstawicielstwo Delegatury Rządu na Kraj powstałe w lipcu 1942 w Łucku przy wsparciu działaczy przedwojennego ruchu ludowego, absolwentów szkół rolniczych oraz Liceum Krzemienieckiego.
Od grudnia 1942 Delegatura wydawała pismo „Polska Zwycięży”, gdzie szefem drukarni był Władysław Brewczyński ps. „Ryszard”. W styczniu 1943 Delegaturę przeniesiono do Kowla.

## Dowództwo
- Kazimierz Banach ps. „Jan Linowski” - Okręgowy Delegat Rządu
- kpt. Julian Kozłowski ps. „Cichy” – I zastępca Okręgowego Delegata Rządu ds. bezpieczeństwa i samoobrony
- Mieczysław Kamiński ps. „Sulima” – Dyrektor Biura Delegatury

## Wydziały
- Wydział Administracji – Józef Soroka ps. „Sowiński”
- Wydział Bezpieczeństwa i Samoobrony – Czesław Zadrożny ps. „Głowacki”, „Mykita”
- Wydział Oświaty i Kultury – Piotr Chruściel, Adam Kamiński ps. „Topór”
- Wydział Propagandy
- Inspektorat Łączności –  Maria Suszyńska  ps.  "Marta Krzemcza"
- Wojewódzka Komenda Państwowego Korpusu Bezpieczeństwa i Samoobrony – Józef Nowak ps. „Józef Orłowski”

## Inspektoraty i PDR
- I Inspektorat (Kowel)
  - Powiatowa Delegatura Rządu Kowel – Walenty Kościelak ps. „Krawiec”, „Sołtys”; pomocnicy: Bogdan Skowron i Roman Gos ps. „Grzmot”
  - Powiatowa Delegatura Rządu Luboml – Tadeusz Rodziewicz ps. „Żerdź”; z-ca Wincenty Pękala
  - Powiatowa Delegatura Rządu Włodzimierz Wołyński – Kazimierz Puciata ps. „Konrad”; z-ca Antoni Andrzejewski ps. „Kruk”
- II Inspektorat (Łuck)
  - Powiatowa Delegatura Rządu Dubno – Antoni Cybulski ps. „Oliwa”
  - Powiatowa Delegatura Rządu Horochów – Antoni Gąsiorowski ps. „Roch”
  - Powiatowa Delegatura Rządu Krzemieniec – Michał Wiszniowski ps. „Kursik”
  - Powiatowa Delegatura Rządu Łuck – Piotr Reszka ps. „Ruda”
- III Inspektorat (Równe)
  - Powiatowa Delegatura Rządu Kostopol – Piotr Zub
  - Powiatowa Delegatura Rządu Równe – Jan Sowiński
  - Powiatowa Delegatura Rządu Sarny – M. Madoń ps. „Korybut”
  - Powiatowa Delegatura Rządu Zdołbunów – Michał Kochańczyk